# Ferrari 312 B
La Ferrari 312 B è un'automobile monoposto sportiva di Formula 1, che gareggiò nel 1970-1971. Ottenne in totale 5 vittorie, 4 nel 1970 e 1 nel 1971. L'anno che la vide protagonista fu il 1970, in particolare con il suo pilota di punta, il belga Jacky Ickx, che grazie a tre vittorie lottò per il titolo mondiale fino alla penultima gara. Altri piloti furono lo svizzero Clay Regazzoni (una vittoria a Monza), l'italo-americano Mario Andretti (una vittoria in Sud Africa nel 1971) e l'italiano Ignazio Giunti (quarto posto nella gara d'esordio in Formula 1 a Spa-Francorchamps nel 1970).
Su questa automobile è incentrato il film documentario Ferrari 312B (2017), diretto da Andrea Marini.

## Innovazioni tecniche

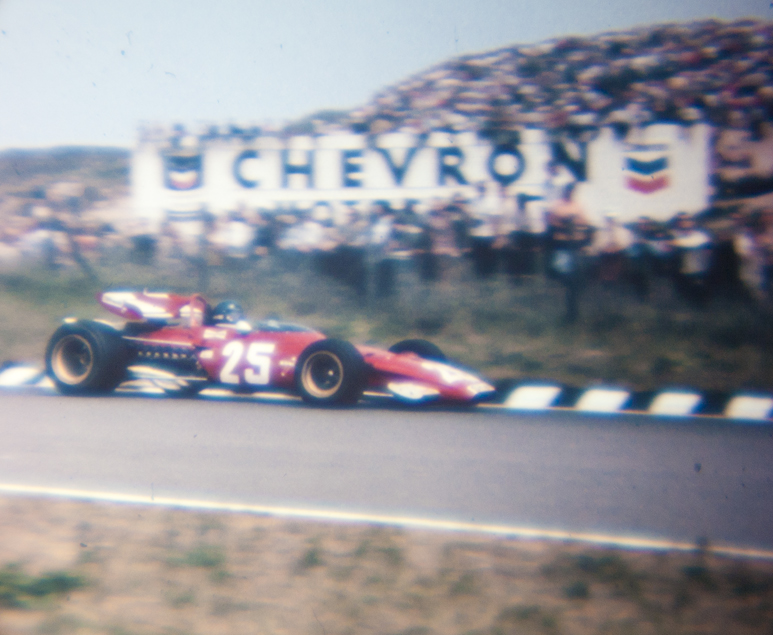
Jacky Ickx su una Ferrari 312 B nel 1970

La 312 B, che prendeva il posto della ormai vetusta 312, fu un'auto molto importante per Maranello. Progettata dal capo dello staff tecnico Mauro Forghieri, aveva un'importante novità tecnica, fu la prima vettura di formula 1 a montare il motore Ferrari Tipo 001, un 12 cilindri a V di 180° "boxer" da 3000 cm³ (da qui la "B" nel nome), definizione che lo stesso progettista ritiene "incorretta". L'ing. Mauro Forghieri in una sua intervista chiarì che la sigla B si riferiva al doppio albero a camme, da cui bialbero e la sigla "B". Il motore, che verrà utilizzato in successive evoluzioni fino al 1980, si dimostrerà il vero punto di forza della vettura, grazie al baricentro basso e all'elevata potenza derivata dal superamento dei difetti intrinseci al precedente 12 cilindri a V di 60°. Per il resto la vettura era abbastanza convenzionale, con due piccoli alettoni sul muso, e uno più grande alle spalle dell'abitacolo, sopra il motore. Particolare la posizione dei due radiatori dell'olio posti posteriormente, dietro l'asse posteriore delle ruote.

## Scheda tecnica
- Carreggiata anteriore: 1,560 m
- Carreggiata posteriore: 1,570 m
- Trazione: posteriore
- Cambio: 5 marce e retromarcia
- Motore: 12 cilindri a V di 180°, cilindrata 2991,08 cm³, tipo aspirato, potenza circa 450 CV a 11600 giri/minuto

## Risultati completi
| Anno | Team                       | Motore              | Gomme | Piloti    |     |     |     |   |   |     |     |     |   |     |   |    |   | Punti   | Pos. |
| ---- | -------------------------- | ------------------- | ----- | --------- | --- | --- | --- | - | - | --- | --- | --- | - | --- | - | -- | - | ------- | ---- |
| 1970 | Scuderia Ferrari SEFAC SpA | Ferrari 001 3.0 V12 | F     | Ickx      | Rit | Rit | Rit | 8 | 3 | Rit | Rit | 2   | 1 | Rit | 1 | 4  | 1 | 52 (55) | 2º   |
| 1970 | Scuderia Ferrari SEFAC SpA | Ferrari 001 3.0 V12 | F     | Giunti    |     |     |     | 4 |   | 14  |     |     | 7 | Rit |   | NP |   | 52 (55) | 2º   |
| 1970 | Scuderia Ferrari SEFAC SpA | Ferrari 001 3.0 V12 | F     | Regazzoni |     |     |     |   | 4 |     | 4   | Rit | 2 | 1   | 2 | 13 | 2 | 52 (55) | 2º   |

| Anno | Team                       | Motore              | Gomme | Piloti    |   |     |  |  |  |  |  |  |  |  |  | Punti | Pos. |
| ---- | -------------------------- | ------------------- | ----- | --------- | - | --- |  |  |  |  |  |  |  |  |  | ----- | ---- |
| 1971 | Scuderia Ferrari SEFAC SpA | Ferrari 001 3.0 V12 | F     | Ickx      | 8 | 2   |  |  |  |  |  |  |  |  |  | 19    | 3º   |
| 1971 | Scuderia Ferrari SEFAC SpA | Ferrari 001 3.0 V12 | F     | Regazzoni | 3 | Rit |  |  |  |  |  |  |  |  |  | 19    | 3º   |
| 1971 | Scuderia Ferrari SEFAC SpA | Ferrari 001 3.0 V12 | F     | Andretti  | 1 | Rit |  |  |  |  |  |  |  |  |  | 19    | 3º   |

| Legenda | 1º posto     | 2º posto | 3º posto    | A punti         | Senza punti/Non class.  | Grassetto – Pole position Corsivo – Giro più veloce |
| Legenda | Squalificato | Ritirato | Non partito | Non qualificato | Solo prove/Terzo pilota | Grassetto – Pole position Corsivo – Giro più veloce |

(*) Indica quei piloti che non hanno terminato la gara ma sono ugualmente classificati avendo coperto, come previsto dal regolamento, almeno il 90% della distanza totale.